# بيتفروست
بيتفروست هي تصميم أمنى مخصص لتصميم أجهزة حاسوب محمول ذى تكلفة منخفضة مخصص للأطفال في الدول النامية مطور بواسطة مشروع «جهاز حاسوب محمول لكل طفل». المهندس المعمارى الأساسى لبيتفروست هو ايفان كريستك. أعلن عن أول تخصيص عام عنه في فبراير2007 هندسة بيتفروست المعمارية.

## كلمات المرور
لا يوجد أي كلمات مرور مطلوبة للولوج إلى استخدام أجهزة الحاسوب.

## نظام الحقوق
يتطلب كل برنامج منذ بداية تثبيته مجموعة من الحقوق، على سبيل المثال «الولوج إلى الكاميرا» أو «الإتصال بشبكة الإنترنت». ويحافظ النظام على متابعة تلك الحقوق، وينقل البرنامج لاحقاً إلى بيئة تجعل فقط الموارد المطلوبة متاحة. التطبيق غير محدد بواسطه بيتفروست، لكن خلق ديناميكى لحالات الأمن مطلوبة. أول تطبيق كان مبنى على ڤى سيرفر، التطبيق الثانى والحالى كان مبنى على الهويات الشخصية للمستخدمين (تعدل كلمة المرور في حالة بدء نشاط جديد). وتطبيق مستقبلى يمكنه تضمن «سي اى لينوكس» أو تكنولوجيا أخرى بشكل افتراضي، وينكر النظام بعض الدمج بين الحقوق؛ كمثال، لن يقدم البرنامج حق استخدام الكاميرا مع التواصل بشبكة الإنترنت. أي شخص يمكنة كتابة وتوزيع برامج التي يمكنها الدمج بين الحقوق. وتحتاج البرامج التي في العادة تطلب دمج حقوق غير معتمدة إلى توقيع مشفر بواسطة جهات ما.ويمكن لمستخدم الحاسوب النقال استخدام لوحة أمنية مدمجة للوصول إلى حقوق زائدة لأى تطبيق.